# William Hanna
William Denby Hanna, detto Bill (Melrose, 14 luglio 1910 – Los Angeles, 22 marzo 2001), è stato un regista, produttore televisivo e produttore cinematografico statunitense.
Assieme a Joseph Barbera ha formato un sodalizio artistico molto prolifico nel campo dei fumetti e dei cartoni animati e fondato la casa di produzione Hanna-Barbera.

## Biografia
William Hanna è nato da William John (1873-1949) e Avice Joyce (Denby) Hanna (1882-1956) il 14 luglio 1910, a Melrose, nel territorio del Nuovo Messico. Era il terzo di sette figli. Hanna ha descritto la sua famiglia come "una famiglia irlandese-americana dal sangue rosso". Suo padre era un sovrintendente alla costruzione delle ferrovie, nonché dei sistemi idrici e fognari in tutte le regioni occidentali dell'America, il che richiedeva alla famiglia di spostarsi frequentemente. Quando Hanna aveva tre anni, la famiglia si trasferì a Baker City, nell'Oregon, dove suo padre lavorava alla diga di Balm Creek. Fu lì che Hanna sviluppò il suo amore per la vita all'aria aperta. La famiglia si trasferì a Logan, nello Utah, prima di trasferirsi a San Pedro, in California, nel 1917. Durante i due anni successivi si trasferirono diverse volte prima di stabilirsi definitivamente a Watts, in California, nel 1919.
Nel 1922, mentre viveva a Watts, si unì allo scautismo. Ha frequentato la Compton High School dal 1925 al 1928, dove ha suonato il sassofono in una banda da ballo. La sua passione per la musica è proseguita nella sua carriera; ha aiutato a scrivere canzoni per i suoi cartoni animati, incluso il tema per The Flintstones. Hanna divenne un Eagle Scout da giovane e rimase attivo nello scautismo per tutta la vita. Da adulto, ha servito come Capo Scout ed è stato riconosciuto dai Boy Scouts of America con il loro Distinguished Eagle Scout Award nel 1985. Nonostante i suoi numerosi premi legati alla carriera, Hanna era molto orgoglioso di questo Distinguished Eagle Scout Award. I suoi interessi includevano anche la vela e il canto in un quartetto da barbiere. Hanna ha studiato giornalismo e ingegneria strutturale al Compton City College, ma ha dovuto abbandonare il college con l'inizio della Grande Depressione.
Il 7 agosto 1936, Hanna sposò Violet Blanch Wogatzke (23 luglio 1913-10 luglio 2014) e hanno avuto un matrimonio durato oltre 64 anni, fino alla sua morte. Il matrimonio ha prodotto due figli, David William e Bonnie Jean, e sette nipoti. Nel 1996, Hanna, con l'assistenza dello scrittore di Los Angeles Tom Ito, pubblicò la sua autobiografia: Joe Barbera aveva pubblicato la sua due anni prima.

### La carriera alla MGM
Nel 1938 avvenne l'incontro con Joseph Roland Barbera, quando Hanna entra a far parte del settore fumetti della MGM, dove Barbera già lavorava come soggettista e animatore. Grazie al coordinatore del settore, Fred Quimby, i due iniziano a lavorare assieme. Per quasi un ventennio realizzano e coordinano il lavoro di uno staff che produrrà più di 200 cortometraggi della serie Tom e Jerry. Barbera scriveva le storie, disegnava gli schizzi e inventava le gag, mentre Hanna avendo un dono per il tempismo, per la costruzione della storia e per il reclutamento dei migliori artisti, si occupava della regia. Le principali decisioni aziendali sarebbero state prese insieme, anche se ogni anno il titolo di presidente si alternava tra di loro. Nel 1955 i due sostituirono Fred Quimby come responsabili dell'équipe di animazione e firmarono i successivi cartoons come direttori, rimanendo alla MGM sino al 1957, anno in cui il settore cartoons fu chiuso. I due artisti decisero di fondare una loro casa di produzione.

### La Hanna-Barbera Productions Inc.
Nel 1957 assieme a Joseph Barbera fonda l'omonima casa di produzione, Hanna-Barbera, con uno studio a Hollywood presso 3400 Cahuenge Boulevard. Un lancio di monete determinò che Hanna avrebbe avuto la precedenza nella denominazione della nuova società, prima chiamata HB Enterprises ma presto cambiata in Hanna-Barbera Productions. La prima offerta della nuova compagnia è stata The Ruff & Reddy Show, una serie che descriveva nel dettaglio l'amicizia tra un cane e un gatto. Lo studio si ingrandì progressivamente sino a raggiungere un predominio incontrastato, in particolar modo nelle realizzazioni televisive seriali. Lo studio contava allora 800 dipendenti fissi e aveva raggiunto un traguardo di oltre 4.500 contratti per il merchandising dei propri personaggi.
Le produzioni, in particolare negli anni 1980, sono contraddistinte da una serie di tecniche per realizzare a costi contenuti i cartoni animati delle serie televisive. La tecnica considera un disegno bidimensionale molto semplice, sia per i personaggi che per i fondali; nessun uso del tridimensionale, della prospettiva o inquadrature particolari (carrellate), nessun ricorso a ombre e sfumature ma uso di colori uniformi. I movimenti dei personaggi sono ricorrenti, nelle azioni i fondali spesso si susseguono ciclicamente e le uniche parti in movimento sono limitate alle gambe e alla testa, i movimenti dei visi sono limitati alla sola bocca. Nonostante il successo commerciale, anche a causa dei crescenti costi di produzione, la Hanna & Barbera venne ceduta e assorbita, assieme alla consociata Ruby-Spears, dal gruppo Taft Entertainment.

### William Hanna e Walt Disney
Durante l'apprendistato alla Harman-Ising, William Hanna operava in qualunque aspetto della produzione; tuttavia durante il suo terzo anno di gestione del reparto inchiostrazione e pittura, Rudy decise di assumere la sua ragazza, Irene Hamilton, perché lavorasse nell'unità di Hanna come inchiostratrice. Inizialmente Hanna fu d'accordo, ma successivamente rimase contrario perché venne a scoprire che alla ragazza di Rudy le era stato dato come stipendio iniziale sessanta dollari a settimana, mentre Hanna sebbene svolgesse molti compiti di produzione riscuoteva soltanto uno stipendio di trentasette dollari e cinquanta.
A seguito di ciò si recò ai Walt Disney Studios di Burbank per risolvere la questione dei giusti diritti.
(William Hanna, A cast of friends)

### Morte
Hanna muore il 22 marzo 2001 all'età di 90 anni nella sua casa di North Hollywood, Los Angeles, California per un tumore all'esofago; viene sepolto nel Cimitero dell'Ascensione di Lake Forest, California. 
Il suo ultimo cartone animato è stato Wind-Up Wolf del 1996 episodio di What a Cartoon! mentre i suoi ultimi lungometraggi sono stati Scooby-Doo, Tom & Jerry e l'anello incantato, prodotti nel 2001 e distribuiti nel 2002 e Scooby-Doo e il viaggio nel tempo. Dopo la sua morte, Cartoon Network ha trasmesso un segmento di 20 secondi con punti neri che tracciavano il ritratto di Hanna con le parole "Ci mancherai - Cartoon Network" sbiadendo sul lato destro. Lo stesso tipo di tributo è accaduto a Chuck Jones nel 2002 e al partner di Hanna, Joseph Barbera nel 2006, quando ognuno di loro morì. Tuttavia, Barbera, a differenza degli altri due, aveva un clip audio della sua voce che suonava nel suo tributo promozionale di Cartoon Network.

## Il rapporto con Joseph Barbera

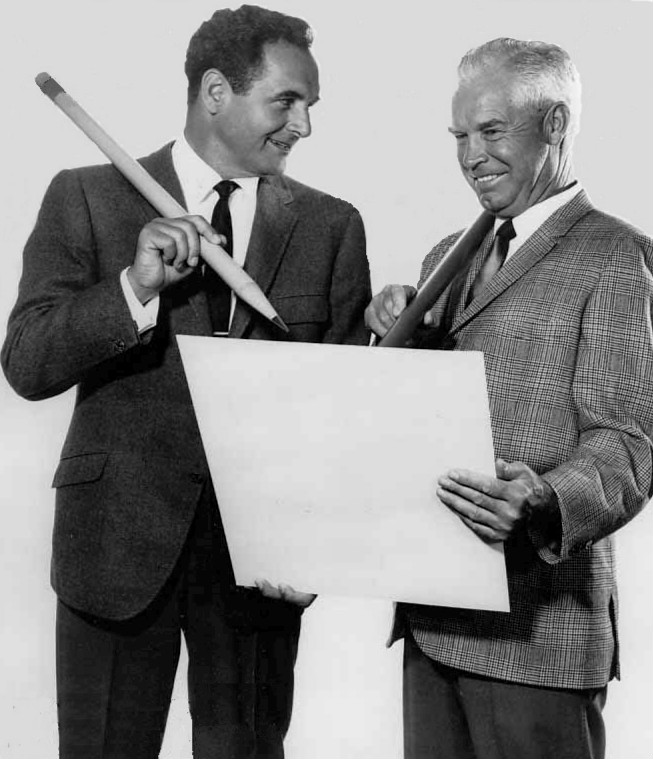
William Hanna e Joseph Barbera (a sinistra) da uno speciale televisivo per l'anteprima del loro nuovo programma televisivo Super Segretissimo e La formica atomica.

La maggior parte dei cartoni animati creati da Hanna e Barbera ruotava attorno a una stretta amicizia o collaborazione; questo tema è evidente con l'Orso Yoghi e Bubu, Fred Flintstone e Barney Rubble, Ruff e Reddy, la famiglia Jetsons e gli amici di Scooby-Doo. Questi potrebbero essere stati un riflesso della stretta amicizia e collaborazione commerciale che Hanna e Barbera hanno condiviso per quasi 60 anni. Professionalmente, bilanciavano molto bene i reciproci punti di forza e di debolezza, ma Hanna e Barbera viaggiavano in circoli sociali completamente diversi. Gli amici personali di Hanna includevano principalmente altri animatori; Barbera tendeva a socializzare con le celebrità di Hollywood. La loro divisione dei ruoli lavorativi si completava a vicenda, ma raramente parlavano al di fuori del lavoro poiché Hanna era interessato all'aria aperta (rimase attivo con lo scautismo), mentre Barbera amava le spiagge, il buon cibo e le bevande. Tuttavia, nella loro lunga collaborazione, in cui hanno lavorato con oltre duemila personaggi animati, Hanna e Barbera raramente si sono scambiati discussioni. In un'intervista Barbera affermò:
(Joseph Barbera)
 Hanna una volta dichiarò:
(William Hanna)
Riguardo alla loro stretta amicizia, il veterano scrittore Tony Benedict della Hanna-Barbera in un'intervista del 2016 sostenne:
(Tony Benedict)
Hanna è considerato uno dei più grandi animatori di tutti i tempi e alla pari di Tex Avery. Hanna e Barbera sono stati tra gli animatori di maggior successo sullo schermo cinematografico e si sono adattati con successo al cambiamento che la televisione ha portato all'industria. Sono spesso considerati gli unici rivali di Walt Disney come fumettisti. Il critico dell'animazione Leonard Maltin proferisce:
(Leonard Maltin)

## Filmografia

### Le serie
Per la MGM
- Tom & Jerry (1940)

A partire dal 1980 la serie fu ripresa ma senza riuscire a rinverdire i vecchi successi.
Per la Hanna-Barbera Productions
- Le avventure di Ruffy e Reddy - 1957
- Braccobaldo Bau - (1958)
- Orso Yoghi - (1961)
- Gli antenati - (1960)
- I pronipoti - (1962)
- La Pantera Rosa - (1964)
- Wacky Races - (1968)
- Scooby-Doo - (1969)
- Napo orso capo - (1971)
- I Puffi - (1981)

### Doppiatore
- Tom Cat: La vigilia di Natale, Tom e il fantasma, Cane uguale guai, Colpo di fulmine, Tom e Jerry al bowling, Un'amica pennuta, Il diavolo-custode, Un topo solitario, Dichiarazione di guerra, L'abito fa il monaco, Cena per due, Silenzio, prego!, Lo sterminatore di topi, Solid Serenade, Part Time Pal
- Jerry Mouse: Un gatto messo alla porta, Tom e il fantasma, Colpo di fulmine, Tom e Jerry al bowling, Un topo solitario, Dichiarazione di guerra

Oltre aver dato la voce a Tom e Jerry, ha anche fatto le grida di Tom, Jerry e Butch nei cortometraggi: Primavera per Tom, Lo sterminatore di topi, Vietato pescare, L'armistizio, Non disturbare il can che dorme, S.O.S. paperina, Il gatto del sabato sera, Attenti al cucciolo, Il singhiozzo del cucciolo, L'anatroccolo invisibile
Ha inoltre doppiato sé stesso nel film d'animazione I Flintstones - Matrimonio a Bedrock del 1993.

### Attore
William Hanna insieme a Joseph Barbera hanno avuto un piccolo ruolo come attori solo in due film:
- I Flintstones (The Flintstones), regia di Brian Levant (1994)
- I Flintstones in Viva Rock Vegas (The Flintstones in Viva Rock Vegas), regia di Brian Levant (2000)